# Hatfield Moors
Hatfield Moors är en hed i Storbritannien.   Den ligger i riksdelen England, i den sydöstra delen av landet, 230 km norr om huvudstaden London. Arean är 1 401 kvadratkilometer.